# نورلاند میانه

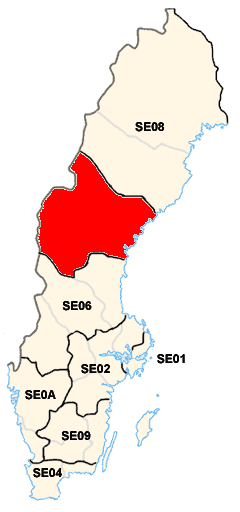
نورلاند میانه

نورلاند میانه (به سوئدی: Mellersta Norrland) یکی از ناحیه‌های سوئد است. ناحیه‌ها بخش‌هایی از فهرست آماری اتحادیه اروپا هستند.

## جغرافیا
این ناحیه در شمال سوئد واقع شده است و دومین ناحیه از نظر مساحت در سوئد می‌باشد. ناحیه‌های نورلاند بالا و سوئد میانه شمالی و همچنین نروژ با این ناحیه مرز مشترک دارند.
ار شهرهای مهم این ناحیه می‌توان به ساندسوال، اوسترسوند، اورنسکولدسویک و هارنوساند اشاره کرد.

## تقسیمات
نورلاند میانه از ۲ استان تشکیل شده است:
- یمتلاند (مرکز: اوسترسوند)
- وسترنورلاند (مرکز: هارنوساند)